# Drosanthemum vandermerwei
Drosanthemum vandermerwei är en isörtsväxtart som beskrevs av L. Bol. Drosanthemum vandermerwei ingår i släktet Drosanthemum och familjen isörtsväxter. Inga underarter finns listade i Catalogue of Life.